# American Way of Life
Der American Way of Life oder American Way (früher auch Amerikanismus genannt) ist ein für die Vereinigten Staaten typischer Lebensstil. Zu den Merkmalen der „amerikanischen Lebensart“ gehören ein stark ausgeprägter Individualismus, Freiheitsliebe und das Streben nach irdischem Glück (Life, Liberty and the pursuit of Happiness in der Unabhängigkeitserklärung) und Wohlstand. Der amerikanische Lebensstil ist von Optimismus und Aktivität geprägt, er verbindet Ideale mit einer pragmatischen Einstellung.
Vom Lebensstil vieler anderer Nationen oder Weltregionen (z. B. Europa, Asien) unterscheidet sich der amerikanische way of life deutlich, auch wenn die meisten Amerikaner europäische Vorfahren haben. Es gibt zahlreiche Theorien darüber, welche Faktoren den American Way of Life begünstigt haben bzw. heute begünstigen.

## Bedeutung und Begriffsverwendung
Die amerikanische Lebenseinstellung entspricht in der Wirtschaft dem Glauben, dass ein kapitalistischer Wettbewerbsmarkt Talente und das Wachstum fördere. Die passende politische Regierungsform ist eine liberale Demokratie.
Der American Way of Life ist eng mit der Idee verbunden, dass jeder – unabhängig von seiner Herkunft – seinen Lebensstandard durch Entschlossenheit, Übernahme von Eigenverantwortung, harte Arbeit und Begabung entscheidend verbessern kann (American Dream), im Idealfall nach dem Motto „Vom Tellerwäscher zum Millionär“. Während des Kalten Krieges diente der Ausdruck in Medien als positiv besetzter Gegenbegriff zum Leben(sstandard) der Bevölkerung im Machtbereich der Sowjetunion.

## Kritik
Der Begriff American Way of Life wird – oft mit antiamerikanischem Unterton – auch mit negativen oder fragwürdigen Aspekten der amerikanischen Kultur in Zusammenhang gebracht. Dazu zählen etwa exzessiver Konsum, Umweltverschmutzung und die Verschwendung von Rohstoffen, die Ausbeutung menschlicher Arbeitskraft, die gesellschaftliche Verachtung von Personen mit geringem sozioökonomischen Status sowie die Tendenz, Sachverhalte ausschließlich nach ökonomischen Maßstäben zu beurteilen und die Wirtschaft unentwegt in sämtlichen Lebensbereichen in den Vordergrund zu stellen.